# ستيفان نوموف
ستيفان نوموف (بالمقدونية: Стефан Наумов - Стив)‏ هو بارتيزان شمال مقدوني، ولد في 27 أكتوبر 1920 في بيتولا في مقدونيا الشمالية، وتوفي في 12 سبتمبر 1942 في Bolno ‏ في مقدونيا الشمالية.